# Orris Sanford Ferry
Orris Sanford Ferry (15 août 1823 – 21 novembre 1875) est un avocat et homme politique républicain américain du Connecticut qui a servi à la chambre des représentants des États-Unis et au sénat des États-Unis. Il est également brigadier général dans l'armée de l'Union pendant la guerre de Sécession.

## Avant la guerre
Ferry naît le 15 août 1823 à Bethel, au Connecticut. Il fréquente l'école Hopkins, et travaille dans l'usine de chaussures de son père alors qu'il est garçon. C'est là qu'il réalise son amour des livres. À l'âge de 17 ans, Ferry entre à Yale, où il a sert comme l'un des rédacteurs du Yale Literary Magazine et est membre de la Skull and Bones:70. Il est diplômé en 1844. Ferry s'installe d'abord à Fairfield, dans le Connecticut, où il étudie le droit avec Thomas B. Osborne comme professeur. Il s'installe ensuite à Norwalk, Connecticut, et sert dans le bureau de Thomas B. Butler. Ferry épouse Charlotte Bissell, la fille du gouverneur Clark Bissell. Il est admis au barreau en 1846. L'année suivante, il est nommé lieutenant-colonel du 12th Regiment of Connecticut Militia. Au cours de son activité dans la milice, Ferry ne combat pas dans une quelconque bataille ou guerre.

## Début de carrière politique
Ferry sert en tant que juge successoral peu après avoir été admis au barreau. À l'âge de 32 ans, il est élu pour un mandat au sénat du Connecticut représentant le 12e district. Il est ensuite avocat de l'État pour le comté de Fairfield de 1856 à 1859. Ferry est un membre du parti de la Tolérance, mais en 1856 devient républicain. Après avoir rejoint le parti, il fait campagne pour John C. Frémont. En 1857, Ferry est désigné pour servir à la chambre des représentants des États-Unis, mais il perd l'élection. En 1859, il est de nouveau désigné, et cette fois il gagne.

## Chambre des représentants
Au cours de son mandat au congrès, Ferry est connu pour des discours magistraux. Il donne de nombreux discours contre l'esclavage. Ferry est choisi comme représentant du Connecticut au comité des trente-trois. Ce comité est créé dans l'espoir que la paix puisse être maintenue entre les États du Nord et du Sud. Toutefois, les États du Sud continuent à faire sécession de l'Union, et le comité est dissous. Ferry siège également au comité de revendications révolutionnaires. En 1861, il est désigné de nouveau à son siège, mais il perd l'élection.

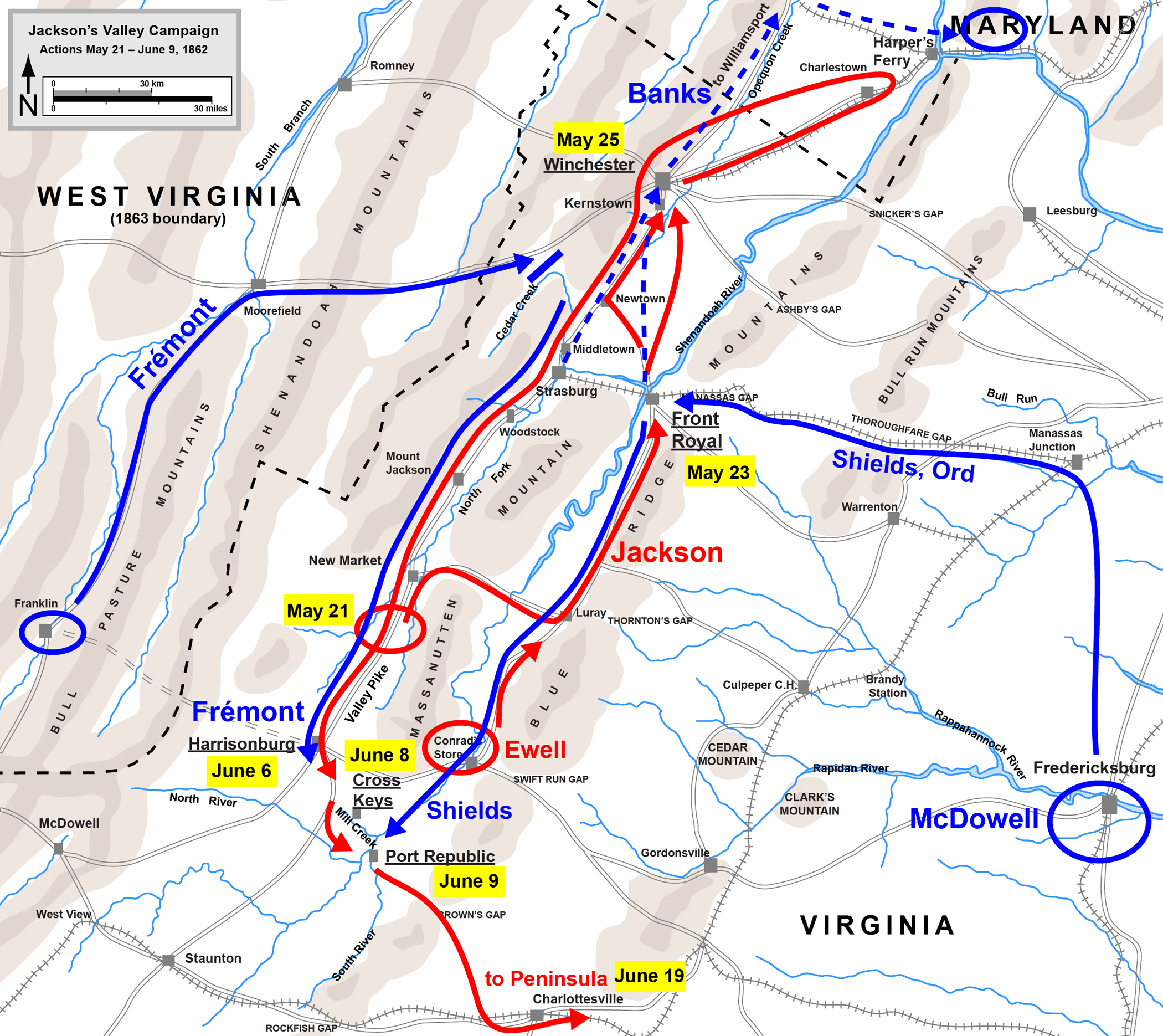
Bataille de Winchester, 1862
Ferry sert dans la division de McDowell
Confederate
Union

## Guerre de Sécession
Au déclenchement de la guerre de Sécession, et avant que les régiments des troupes nordistes arrivent pour défendre Washington, il y a un rapport sur un complot visant à brûler la capitale. Le 18 avril 1861, ce rapport mobilise des citoyens loyaux, y compris Ferry, et le sénateur de l'État A. Homer Byington, également de Norwalk, pour former une milice. Cette milice est menée par Cassius Marcellus Clay, et deviendra connue sous le nom de la garde de Cassius Clay,.
Le 23 juillet 1861, il prend le commandement du 5th Connecticut Volunteer Infantry, et reçoit le grade de colonel. Le régiment d'origine est le 1st Regiment Colts Revolving Rifles of Connecticut et est censé être dirigé par Samuel Colt, mais l'unité n'a jamais été envoyé sur le terrain. Son organisation défaillant, le régiment est réorganisé en mai 1861. Au début de mars 1862, Ferry mène ses troupes à travers le fleuve Potomac, et attaque les confédérés à Winchester, en Virginie. Cette action conduira à ce qui devient la première bataille de Winchester. Ferry est encensé pour sa capacité en tant que leader et en tant que stratège militaire. Ferry est promu au brigadier général le 17 mars 1862. Il est ensuite mis sous le commandement du général James Shields, dont la division rejoint celle du général Irvin McDowell. C'est sous McDowell que Ferry combat lors de la première bataille de Winchester. Ferry continue à servir sous les ordres de Shields, lors de la campagne de la vallée.

### Bataille de Cedar Mountain
Peu de temps après la première bataille de Winchester, Ferry, et le 5th Connecticut Infantry sont mis sous le commandement du major général Nathaniel Banks. Le 9 août, Ferry, sous les ordres de Banks, rencontre Stonewall Jackson lors de la bataille de Cedar Mountain. Les troupes de l'Union attaquent pour prendre l'avantage au début, mais une contre-attaque confédérée repousse le corps de Banks et remporte la journée. Plus tard dans la journée, les renforts de l'Union sous les ordres du major général John Pope arrivent. Cela conduit à deux jours de confrontation entre les deux armées. La bataille se termine par une victoire confédérée.

### Services et démission
Pendant la guerre, Ferry sert dans le VII corps, X corps, et XVIII corps. Il participe à la campagne de Bermuda Hundred. Il est également à la tête du district de Lehigh, du 20 août 1863 jusqu'en mai 1864, et sert en tant que chef du district de Philadelphie du 16 décembre 1864 jusqu'au 15 juillet 1865. Ferry est breveté major-général des volontaires en reconnaissance de ses services au cours de la campagne de la Péninsule. Il démissionne de l'armée le 15 juillet 1865. Sa démission suit la reddition confédérée.

## Carrière au sénat
Après la guerre de Sécession, Ferry retourne à la fois sa carrière politique et à la pratique du droit. En 1866, il court contre Lafayette S. Foster, le titulaire du moment au siège au Sénat du Connecticut. Ferry remporte l'élection et prend son siège au sénat des États-Unis le 4 mars 1867. Il devient très actif dans les comités et est favorable à l'amnistie pour les membres de la Confédération. Ferry participe à la destitution du président Andrew Johnson, votant pour la condamnation. En 1869, Ferry est attaqué par une maladie rare de la colonne vertébrale. Cette maladie conduit à une lente dégradation de sa colonne vertébrale. Cela ralentit ses travaux au Sénat, mais il continue de jouer un rôle actif. De 1870 à 1871, il sert en tant que président du comité d'audit et de contrôle des dépenses contingentes. De 1871 à 1875, il est président du comité des brevets. Ferry siège également au comité du sénat des États-Unis  sur la santé, l'éducation, le travail et les retraites. Ferry est considéré comme un républicain libéral, mais il refuse officiellement d'être associé avec le parti dissident. En 1872, Ferry est réélu pour un second mandat. Ses principaux partisans sont des démocrates et des républicains libéraux.

### Scandale Alexander Caldwell
En 1871, Alexander Caldwell est élu au sénat du Kansas. Dès le début, les allégations de corruption et de pots-de-vin émergent. En 1873, le membre du congrès Sidney Clarke, qui a aidé à l'élection de Caldwell, témoigne que la campagne de Caldwell a  réclamé le versement de 250 000 $ afin de garantir l'élection. Le gouverneur du Kansas Thomas Carney témoigne qu'il a été payé 15 000 $ pour abandonner sa candidature. Une enquête est ouverte ; son rapport final demande au sénat d'expulser Caldwell pour ne pas avoir été « dûment et légalement élu ». Le 21 mars 1873, Ferry prend la parole au sénat et prononce un discours en demandant au sénat d'expulser Caldwell : « Le crime de corruption met à bas les fondations des institutions dans lesquelles nous vivons. Nous le savons tous et... nous devrions étouffer nos consciences si nous ne votons pas l'expulsion ». Après une enquête du Sénat, Caldwell perçoit l'inéluctabilité de son expulsion, et démissionne le 23 mars.
Je vois autour de moi les amis de longue date et les voisins du sénateur Ferry, maintenant pas plus ; un homme que j'apprécie en tant que cher compagnon et associé, et que j'ai regardé comme l'un des hommes les plus importants de la république, en talent, intégrité et esprit patriotique. Plus que tout autre, je savais qu'il possédait les qualités d'esprit et de caractère qui, juste à cette époque de notre histoire, sont tellement nécessaires pour la direction des affaires publiques ... Si son corps était aussi fort que son esprit et son cœur, il aurait été incontestablement reconnu universellement comme l'un des tout premiers hommes d'État dans l'histoire américaine.

### Carrière ultérieure au Sénat
En 1874, Ferry, prononce un discours contre la future loi sur les droits civiques de 1875. Après avoir parlé, le sénateur Charles Sumner, un ami de Ferry et de l'auteur de la proposition de projet de loi, se lève et dit, « M. Ferry, votre discours est de loin le coup le plus dommageable que ma mesure n'ait pas encore reçu ». La loi sur les droits civils finit par passer, mais elle est jugée inconstitutionnelle par la cour suprême, sur la base du fait que le congrès n'a pas le pouvoir de réglementer la conduite des individus. Son dernier discours au congrès est considéré comme un mémoire d'une rare éloquence contre son ancien ami William Alfred Buckingham.

## Mort
Après son dernier discours, Ferry quitte la capitale pour un nouveau traitement médical. Le traitement doit aider à guérir la décomposition de sa colonne vertébrale, mais la procédure échoue. Le 20 novembre 1875, les amis et les médecins  de Ferry le ramène chez lui. Il meurt de la maladie de sa colonne vertébrale le lendemain. Ses obsèques sont suivies par des dignitaires tels que Schurz. Ferry est inhumé au cimetière de l'Union à Norwalk.